# 雪月心愛
雪月 心愛（ゆづき みあ、2004年12月27日 - ）は、日本のタレント、アイドルであり、女性アイドルグループLumiUnion（旧 浪江女子発組合）のメンバーである。
元CROWN POPメンバー。
埼玉県出身。スターダストプロモーション所属。

## 人物
- 趣味は映画鑑賞、ドラマ鑑賞、メイクをすること、おしゃれをすること。特技はダンス、側転[1]。得意なダンスジャンルはジャズダンス。
- 愛称は「みぃあ」。ファンの公募によって選ばれた[2]。他に「みあちゃん」など[3]。
- 好きな食べ物はメロンパン、いちご[4]。
- 芸能事務所に入る前は雑誌を読んでモデルに憧れ、事務所に所属してからは演技レッスンを受けるうちに女優にもなりたいと思うようになった。そして先輩アイドルグループのライブを見学するうちにアイドルにも憧れるようになった頃にCROWN POPの新メンバーオーディションを受ける[5]。
- 好きなアイドル・尊敬する人として、同じ事務所の先輩である、ももいろクローバーZの玉井詩織を挙げている[6]。
- グループ1の「釣り師」で、「みなさんに楽しんでもらいたい！と思って色々、考えて行動しています」という[7]。
- 化粧品が好き。衣装によって色を分けるなどのちょっとした工夫をしてステージに立つという[8]。
- グループの最年少で妹のような存在でもあり、藤田愛理と三田美吹から丈が合わなくなったりした洋服をもらうこともあった[8]。
- 2020年3月公開のインタビューで、三田美吹は雪月について「みんなにくっついて甘えん坊なんですけど、勉強に真面目に取り組んでいて、忙しい中で塾に通って、高校受験を頑張っていたので偉いなと思います。」と語り、田中咲帆は「可愛いので、いつも妹にしたいなと思います。この2年で大人っぽくなったんですけど、可愛らしさは変わらないです。」とコメントした[9]。
- 雪月の歌について、楽曲「なりたいガール」を提供したONIGAWARAの2人は次のようにコメントしている。「かわいらしいというか末っ子特有の感じで、これからもっとすごくなるぞっていう可能性を秘めた声でした」（斉藤伸也）、「途中で、『今の私、かわいかったですか?』みたいな感じで訊いてきて、めちゃくちゃかわいいなって思いました（笑）」（竹内サティフォ）[10]。
- 2021年5月2日、Zepp Tokyoにて開催した無観客配信ライブ「CROWN POP STYLE」にて最後のMCで「最初に配信になると聞いたとき、皆に会えないんだと思ったら、涙が出るほど悔しかったけど、配信だからこそできることもあるのかなとか、現地に行きづらい方でも配信なら見られるのかなと思ったら少しポジティブな気持ちになることができて頑張ろうって前を向くことができました。アイドルになった時からいつかはZeppにクラポだけの力で立ちたいなって思っていたから不安もあったけどすごく楽しみで、今日が迎えられたのでほっとしています。無観客でもライブができたのはクラポの4人とポッパーさんとスタッフさんがいつも支えてくれるおかげです。いつもありがとうございます。そしてZepp Tokyoで絶対に有観客でまたライブがしたいし、Zepp Tokyoよりも大きい箱でできたらいいなと思っているのでこれからもついてきてくれたら嬉しいです。」とカメラの向こうに呼びかけた[11]。
- 雪月心愛フィーチャーソング「うさみみ」がアルバム『LIFE』〈is beautiful盤〉に収録されている。

## 略歴
- 小学生の時にスカウトされたのがきっかけで芸能界入り。6歳から体操教室に通っていた経験があり、小学3年生の冬からダンス経験がある[5]。
- 2017年12月4日、新メンバーオーディションに合格して、CROWN POPに加入。
- 2018年1月28日、秋葉原ZESTで開催の「CROWN POP新体制お披露目公演」にて初お披露目。
- 2018年12月22日、GARRET udagawaにて生誕祭「OKANMURI祭2018〜HEARTとLOVEで心愛になれるよ〜」を開催[12]。
- 2022年1月9日、Yokohama Bay Hallにて「CROWN POP BOMB×2〜雪月心愛生誕祭2021〜」を開催。
- 2023年11月11日、浪江女子発組合に加入することが発表された[13]。
- 2024年8月8日、CROWN POP解散に伴い、同グループを卒業。
- 2025年、三井アウトレットパーク 関東5施設とのコラボレーションユニット スタプラ超お買い物♡同好会「Shopping Planet」のメンバーに選抜された。

## 出演

### テレビ
- コアラモード.小幡康裕のガチンコスターダストプラネット（フジテレビNEXT、2021年10月7日） - 近藤真彦「ギンギラギンにさりげなく」を歌唱

### 雑誌
- 婦人画報「美しいキモノ」2018春号（2018年2月20日）[14]

### PV
- M's Connection「Hit Me!」MV~Story View~（2017年7月20日）

### WEB
- 柚姫の部屋（2020年8月24日、YouTube）
- 渋谷LOFT9アイドル倶楽部vol.26（2021年8月18日配信）[15]

### その他
- 第5回 ももいろ歌合戦（2021年12月31日、日本武道館） - 最強アイドルメドレー2021に出演
- スタプラ超お買い物♡同好会「Shopping Planet」 - 三井アウトレットパーク関東5施設とのコラボレーションユニットに選抜[16]
  - オリジナル楽曲「三井アウトレットパークでスペシャルなお買い物」が館内にて放送、館内装飾 ほか